# جزيرة لوتس

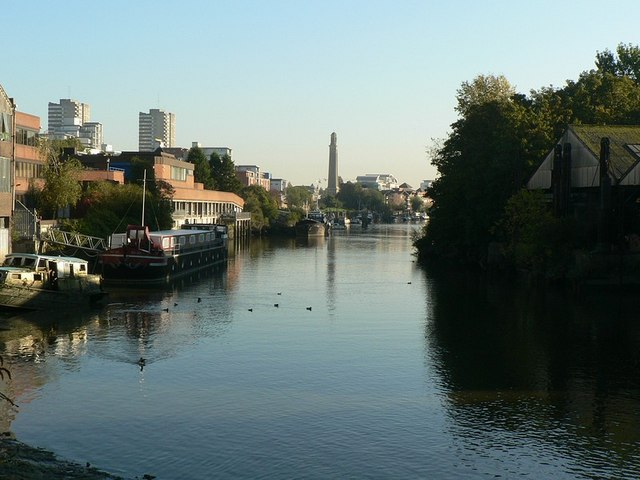
صورة لجزيرة لوتس

جزيرة لوتس (بالإنجليزية: Lot's Ait) هي جزيرة صغيرة في نهر التمز, تقع قرب بلدة برينتفورد في هاونزلو، لندن، إنجلترا. تبلغ مساحتها 4,738 متر مربع.

## تاريخ
غالبا ما تصنف جزيرة لوتس مع جزيرة برينتفورد. كانت تستخدم الجزيرة سابقا لزراعة العشب وبعض النباتات وقد كانت تدعى بجزيرة السمك البني, بحيث كانت منطقة صالحة للصيد البحري وتوفرت على حوض كانت تصلح فيه السفن والمراكب إلى أن تم بيعه سنة 1980. وقد أضفى الصفصاف المجنس طابعا بريا على الجزيرة إضافة إلى القوراب المتعفنة والأحواض الصدأة مما جعل الجزيرة موطنا للحياة البرية. سنة 2002 تم عرض الجزيرة للبيع بصلاحيات تسمح باستغلال الوسط الخارجي من أجل المطاعم أو منشآت الترفيه أو تخزين القوارب.

## أحداث
- اختيرت الجزيرة لتصوير لقطات من فيلم الملكة الإفريقية.
- تم تصوير لقطات من فيلم Stratton: First into Action بالجزيرة.
- ظهرت قوارب الجزيرة في إحدى حلقات مسلسل George Clarke's Amazing Spaces.